# Tetronarce formosa
Tetronarce formosa is een vissensoort uit de familie van de sidderroggen (Torpedinidae). De wetenschappelijke naam van de soort is voor het eerst geldig gepubliceerd in 2006 door Haas & Ebert.